# Xã Ricks, Quận Christian, Illinois
Xã Ricks (tiếng Anh: Ricks Township) là một xã thuộc quận Christian, tiểu bang Illinois, Hoa Kỳ. Năm 2010, dân số của xã này là 1.223 người.